# Eygalayes
Eygalayes é uma comuna francesa na região administrativa de Auvérnia-Ródano-Alpes, no departamento de Drôme. Estende-se por uma área de 17,97 km². Em 2010 a comuna tinha 88 habitantes (densidade: 4,9 hab./km²).